# Letestudoxa lanuginosa
Letestudoxa lanuginosa är en kirimojaväxtart som beskrevs av Le Thomas. Letestudoxa lanuginosa ingår i släktet Letestudoxa och familjen kirimojaväxter. Inga underarter finns listade i Catalogue of Life.